# 新丰站 (首尔特别市)
新豐站（：／ Sinpung yeok */?）是首爾地鐵7號線沿線的一座地下車站，位於韓國首爾特別市永登浦區新吉洞。預定於2026年通車的廣域鐵道新安山線開通後，將於本站與7號線交會轉乘。

## 車站構造
站體為2面2線側式月台的地下車站，候車月台設有月台幕門，並有6處出口。
地下3樓預留了首爾地鐵3期路網規劃中10號線計劃的轉乘通道，後因該計劃被廢止而閒置。

### 月台配置
| 波拉美 ↑ |
| \| 上    |
| ↓ 大林   |

| 月台 | 路線           | 目的地                                 |
| ---- | -------------- | -------------------------------------- |
| 上行 | ●首爾地鐵7號線 | 南城、高速巴士客运站、孔陵、長岩方向   |
| 下行 | ●首爾地鐵7號線 | 大林、溫水、新中洞、富平區廳、石南方向 |

## 歷史
- 2000年2月29日：落成啟用。

## 車站周邊
- 首爾大永初等學校
- 首爾大吉初等學校
- 大永中學
- 大永高校
- 永新高校
- 新吉近鄰公園
- 新吉5洞郵局
- 新吉5洞治安中心
- 永登浦區民體育中心
- 永登浦區身心障礙者關愛之家
- 永登浦社會綜合福址館
- 韓國蜂蜜養殖農業協會新豐站支社
- 長壽藥局
- 永登浦第一運動中心
- 首尔交通公社旅客服務據點

## 圖片

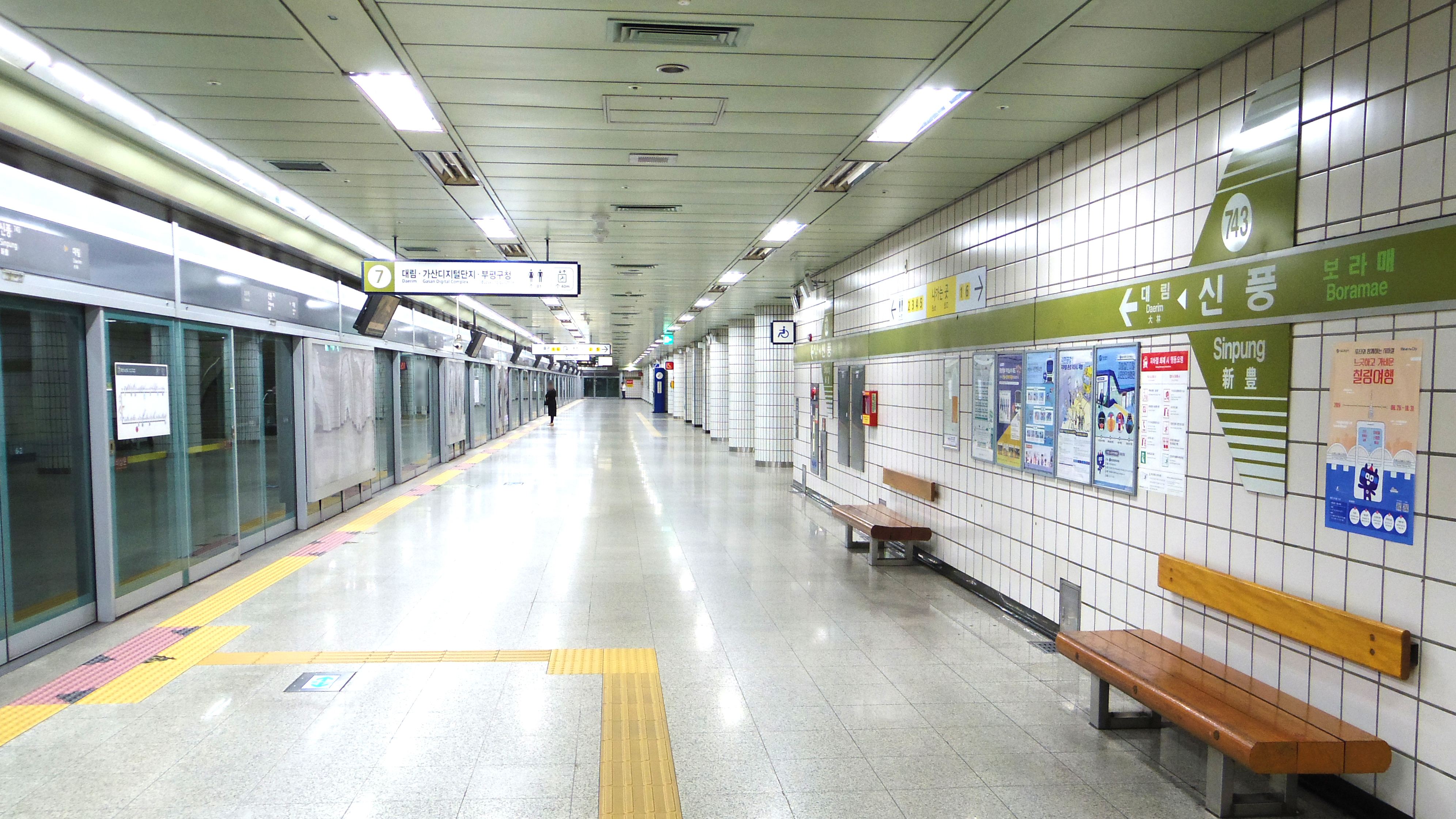
候車月台
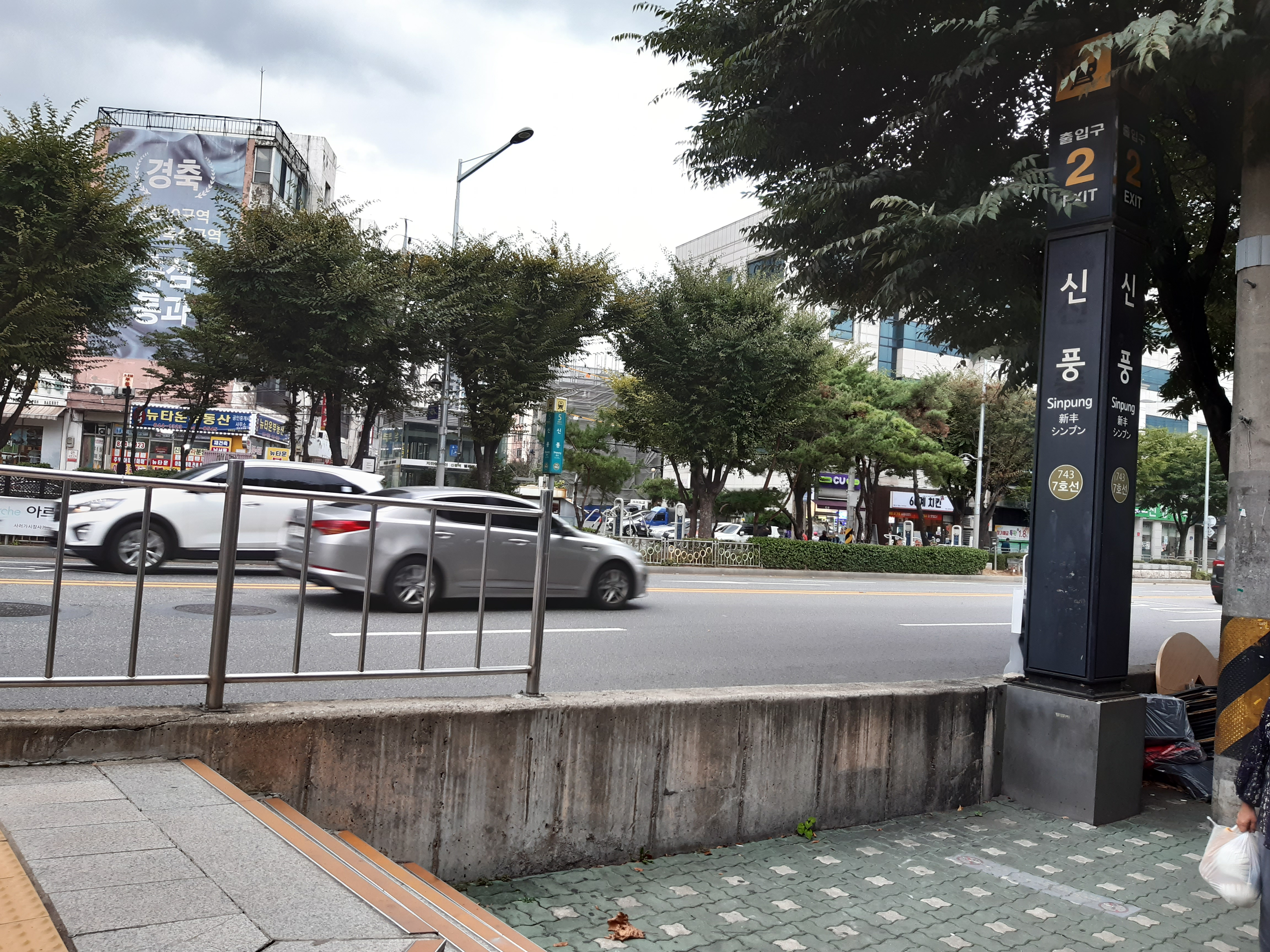
2號出口
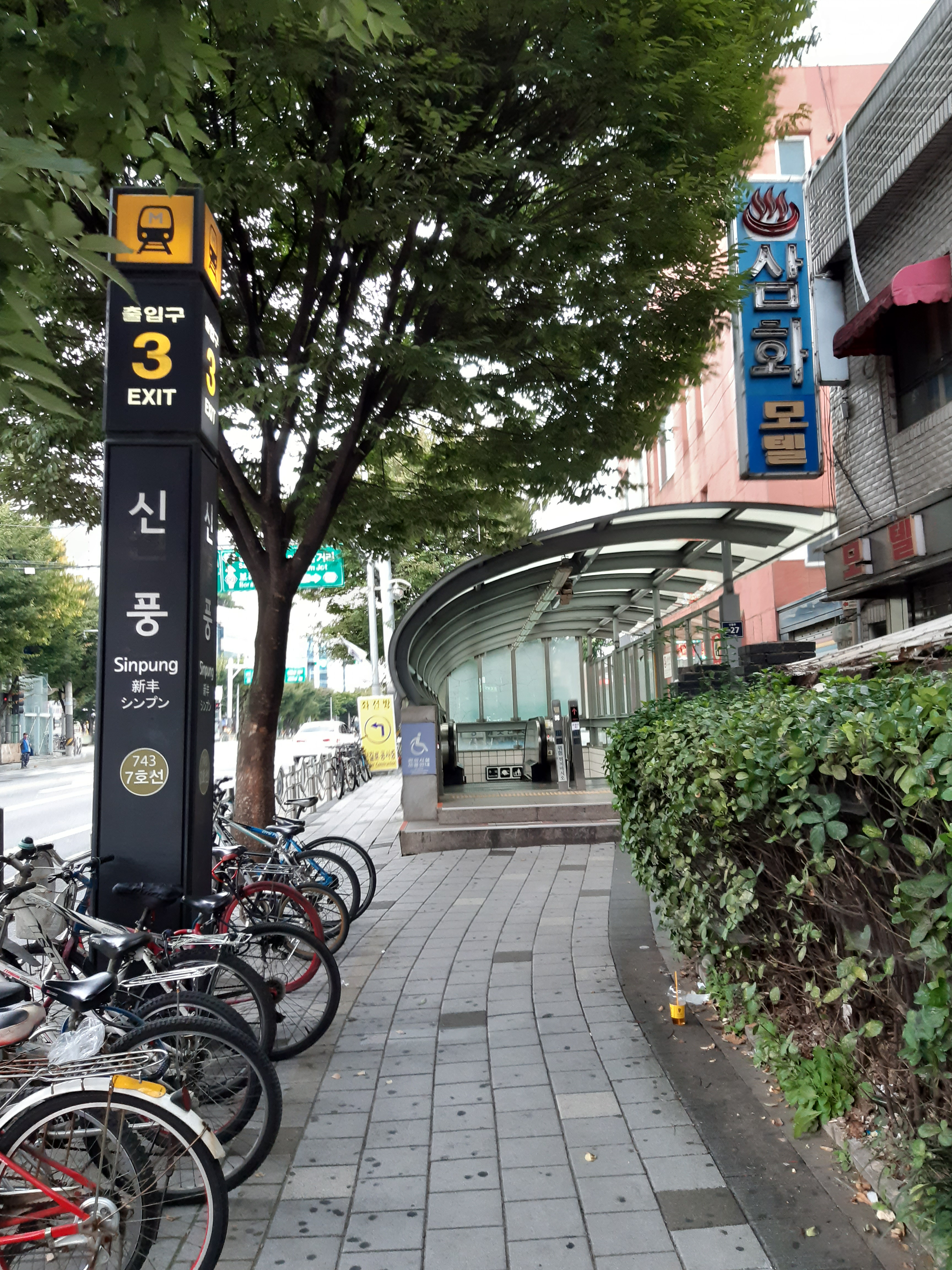
3號出口
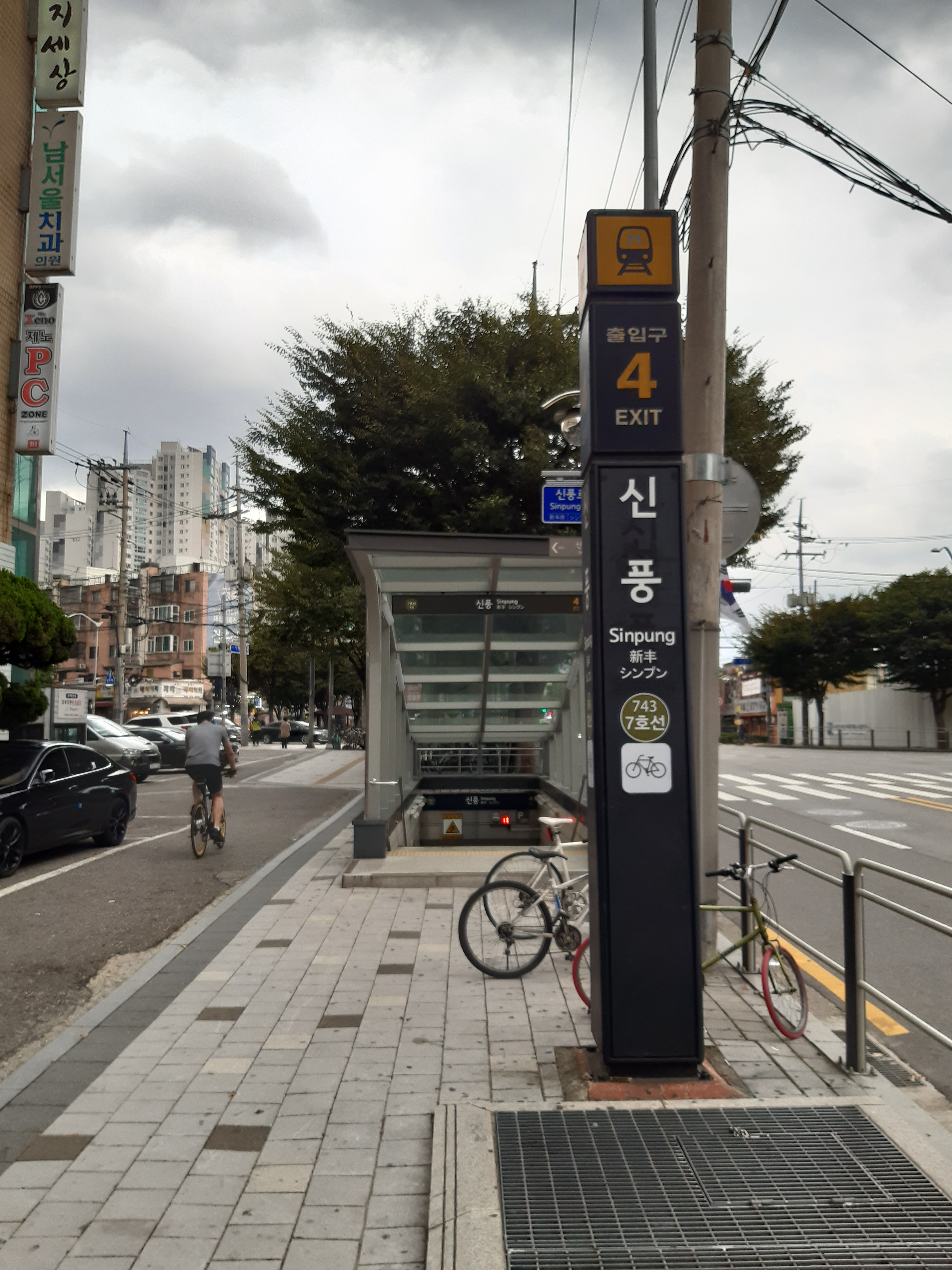
4號出口
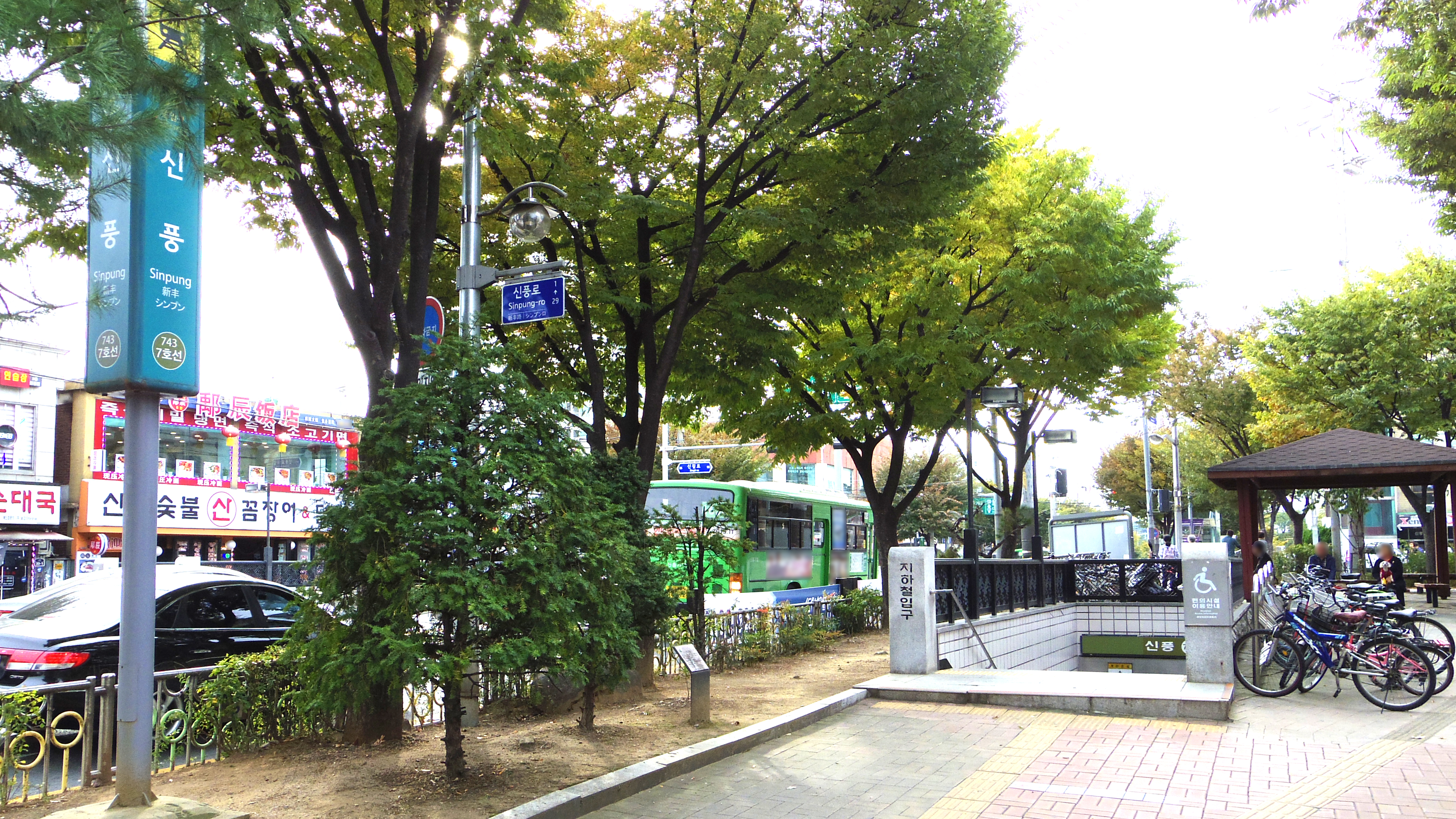
5號出口

## 相鄰車站
首爾交通公社
●首爾地鐵7號線
波拉美（742）－新豐（743）－大林（744）